# العيرية
العيرية أو إمعيرية هو أحد أحياء مُحافظة بارق في منطقة عسير بالمملكة العربية السعودية. يقعُ الحي على ارتفاع 379 متر (1,243 قدم) ويبلغ عدد سكانها حوالي 500 إلى 2000.

## المُناخ
مناخ العيرية نفس مُناخ محافظة بارق بصفةٍ عامَّة حارًا صيفًا ومعتدلًا شتاءً. أما مرتفعات بارق فالمناخ فيها معتدل طول العام وشديد البرودة في فصل الشتاء. ومتوسط الحرارة في المدينة يتراوح بين °30 مئوية، والصغرى °18. تعتبر مُحافظة بارق أغنى مدن المملكة بالأمطار، إذ أن معدلاتها السنوية تترواح بين 600 – 700 ملم في السنة، وهي في الصدارة على مستوى المملكة السعودية. وتمتاز بأنها تسقط في جميع فصول السنة، ولو أن أكثرها يسقط في فصلي الربيع والشتاء وأقلها في الصيف.
| البيانات المناخية لـبارق          | البيانات المناخية لـبارق | البيانات المناخية لـبارق | البيانات المناخية لـبارق | البيانات المناخية لـبارق | البيانات المناخية لـبارق | البيانات المناخية لـبارق | البيانات المناخية لـبارق | البيانات المناخية لـبارق | البيانات المناخية لـبارق | البيانات المناخية لـبارق | البيانات المناخية لـبارق | البيانات المناخية لـبارق | البيانات المناخية لـبارق |
| الشهر                             | يناير                    | فبراير                   | مارس                     | أبريل                    | مايو                     | يونيو                    | يوليو                    | أغسطس                    | سبتمبر                   | أكتوبر                   | نوفمبر                   | ديسمبر                   | المعدل السنوي            |
| --------------------------------- | ------------------------ | ------------------------ | ------------------------ | ------------------------ | ------------------------ | ------------------------ | ------------------------ | ------------------------ | ------------------------ | ------------------------ | ------------------------ | ------------------------ | ------------------------ |
| متوسط درجة الحرارة الكبرى °م (°ف) | 28.0 (82.4)              | 27.2 (81.0)              | 28.9 (84.0)              | 29 (84)                  | 29.5 (85.1)              | 30 (86)                  | 30.5 (86.9)              | 30 (86)                  | 30.7 (87.3)              | 29.8 (85.6)              | 29.5 (85.1)              | 29 (84)                  | 29.3 (84.8)              |
| متوسط درجة الحرارة الصغرى °م (°ف) | 17.7 (63.9)              | 17 (63)                  | 17.9 (64.2)              | 18.2 (64.8)              | 18.4 (65.1)              | 18.8 (65.8)              | 18.9 (66.0)              | 19.4 (66.9)              | 19.2 (66.6)              | 18.6 (65.5)              | 18.8 (65.8)              | 18.3 (64.9)              | 18.4 (65.2)              |
| الهطول مم (إنش)                   | 11.8 (0.46)              | 14.6 (0.57)              | 18.1 (0.71)              | 20.0 (0.79)              | 14.4 (0.57)              | 49.9 (1.96)              | 157.2 (6.19)             | 167.8 (6.61)             | 92.6 (3.65)              | 24.7 (0.97)              | 10.0 (0.39)              | 12.1 (0.48)              | 593.2 (23.35)            |
| [بحاجة لمصدر]                     |                          |                          |                          |                          |                          |                          |                          |                          |                          |                          |                          |                          |                          |

## مَرَاجِع
1. ↑  GeoNames (بالإنجليزية), 2005, QID:Q830106
2. ↑  Scoville، S. A. (1979). Gazetteer of Arabia : a geographical and tribal history of the Arabian Peninsula. Graz, Austria: Akademische Druck- u. Verlagsanstalt. OCLC:10452422. مؤرشف من الأصل في 2020-03-25.
3. ↑  al-Bariqi، Mahmood Aal-Shobaily ((Republished 2001)). Al-Shariq: fi tarikh wa jughrāfīat bilād Bāriq. مكتبة الملك فهد الوطنية. ص. 279. ISBN:9960-39969-9. مؤرشف من الأصل في 15 ديسمبر 2019. {{استشهاد بكتاب}}: تحقق من التاريخ في: |سنة= (مساعدة)
4. ↑  http://www.getamap.net، نسخة محفوظة 1 أبريل 2018 على موقع واي باك مشين.
5. ↑  كتاب الشارق في تاريخ وجغرافية بلاد بارق. نسخة محفوظة 17 مايو 2020 على موقع واي باك مشين.
6. ↑  مناخ إقليم غرب المملكة العربية السعودية – عبدالرحمن صادق الشريف - الصفحة 151 – مجلة الدارة، العدد الأول السنة الثانية مارس 1976 م.، [وصلة مكسورة] نسخة محفوظة 17 مايو 2020 على موقع واي باك مشين.
7. ↑  المعجم الجغرافي للبلاد العربية السعودية بلاد بارق ص 20.